# Bugarštica
Bugarštica es una canción folclórica épica de los eslavos meridionales, interpretada en serbocroata. Estas canciones tienen un tamaño máximo de 15-16 sílabas, con o sin coro.
Originalmente, estas son canciones populares búlgaras que se extendieron a Dalmacia e incluso a Italia. La primera canción de este tipo fue grabada en 1497 por el poeta napolitano Rogeri di Pacienzia y habla del regente de Hungría Juan Hunyadi, encarcelado en la fortaleza de Smederevo. Fue interpretada por los eslavos en honor a la reina Isabel del Balzo del Reino de Nápoles.